# Eduardo García Maroto
Eduardo García Maroto (Jaén, 14 de desembre de 1903 - Madrid, 26 de novembre de 1989) va ser un director, guionista, muntador i productor de cinema espanyol. Va iniciar la seva carrera en el cinema mut, per la qual cosa se'l considera degà del cinema a Espanya, i al llarg de la seva vida va realitzar la majoria de tasques relacionades amb aquest mitjà. Com a creador va aportar un particular sentit de l'humor i una gran sensibilitat per als temes humans i socials. També s'han valorat les seves innovacions en els aspectes tècnics i artístics, amb el reconeixement del premi del Cercle d'Escriptors Cinematogràfics, al millor guió per Tres eran tres (1958).
En teatre, va muntar Los amantes de Teruel (1955) en el marc de la capital terolenca; i va destacar com a crític teatral i de cinema en diaris com ABC. Amb el pseudònim de Marisa Barba va publicar articles en la revista d'humor Hermano Lobo.

## Primers anys
Nascut a Jaén el 1903, un dels set fills d'una família de classe mitjana; el seu pare va ser enginyer militar en la campanya de Cuba. Va passar la seva infància en diverses ciutats espanyoles, a les quals la família es traslladava en funció dels serveis que el seu pare exercia en diferents centrals elèctriques. Després d'intentar, sense èxit, ingressar en el Cos de Correus, va acabar treballant de comptable en la Companyia Nacional de Telegrafia sense fils, a Madrid. En aquesta època comença a cristal·litzar-se la seva passió pel cinema, la qual cosa li porta a col·laborar com a corresponsal en "Cine Revista", una modesta publicació catalana dedicada a l'incipient setè art.
S'estrena com a actor improvisat al Retiro madrileny el 29 de setembre de 1923, gràcies a la seva amistat amb el tècnic principal dels estudis Madrid Film.
Amb tot just 20 anys, viu l'experiència de la guerra colonial quan el Segon Regiment de Sapadors Minadors, en el qual s'ha allistat, és destacat a Larraix com a suport a les campanyes promogudes pel dictador Miguel Primo de Rivera. Va tornar il·lès, i aviat va recuperar el seu contacte amb el reduït cercle cinematogràfic madrileny, entrant finalment a treballar com a muntador a "Madrid Film" el 26 d'abril de 1924.

## Vida en el cinema

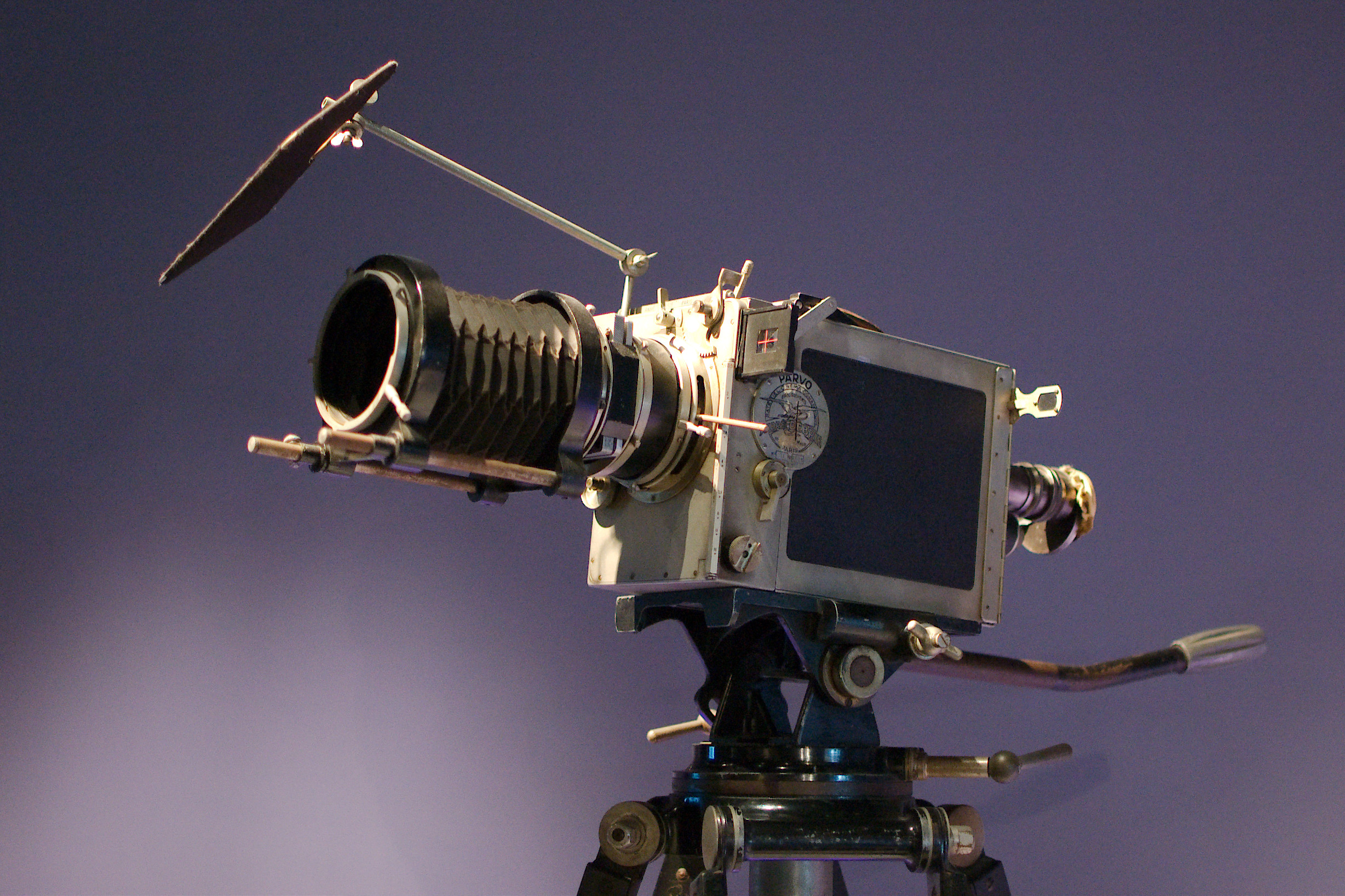
Càmera cinematogràfica Debrie model Parvo (35 mm) de 1927. Museu de la Imatge en Moviment, Astoria, Nova York.

Durant gairebé cinc anys treballa com a ajudant d'operador amb Bernardo Perrote, un tan anònim com destacat tècnic dels orígens del cinema espanyol, familiaritzant-se a més amb la majoria dels oficis relacionats amb l'ofici cinematogràfic. També s'inicia com a actor en pel·lícules relativament populars en la seva època com a Viva Madrid que es mi pueblo (1928), de Fernando Delgado.
Davant l'expansió del cinema sonor, García Maroto va viatjar a París. Allí, a més d'aprendre les noves tècniques de muntatge, va entrar en contacte amb l'elit de la jove indústria cinematogràfica i alguns de les seves més valuosos creadors, com René Clair.
Al seu retorn, ja iniciada la dècada de 1930, va aconseguir plaça de muntador-cap dels Estudios CEA, treballant en llargmetratges de Florián Rey com Nobleza baturra i molts d'ells protagonitzats per Imperio Argentina, la gran estrella de la Segona República. Va començar a col·laborar amb Miguel Mihura en diversos curtmetratges còmics com Una de fieras, Una de miedo, Y, ahora, una de ladrones. El 1935, contractat per CIFESA, va dirigir el seu primer llargmetratge La hija del penal. El 1939 va rodar Los cuatro Robinsones, adaptació d'una comèdia de Pedro Muñoz Seca i amb actors com Antonio Vico, Alberto Romea i Mary Santpere. En aquest període s'inicia com a humorista gràfic en la premsa.
La Guerra Civil espanyola el va sorprendre en Còrdova iniciant el rodatge d' El genio alegre, sobre una comèdia dels germans Álvarez Quintero i dirigida per Fernando Delgado. Va passar part de la contesa en Portugal, on posteriorment va dirigir les co-produccions A mantilha de Beatriz (1946) i Nao a rapases maos (1947), aquesta última sobre "La ciudad de los muchachos" d'Edward J. Flanagan.
Entre 1955 i 1970 va ser director de producció en superproduccions estatunidenques rodades a Espanya, com: Orgullo y pasión de Stanley Kramer, Salomón y la reina de Saba de King Vidor, Espartaco de Stanley Kubrick, o Patton de Franklin J. Schaffner.
El 1960, García Maroto i el productor Octavio Lieman van crear la Fundació Espanyola de Cinema Infantil (FECI), l'únic fruit del qual de la seva breu existència van ser les Aventuras de Don Quijote (1961), primer i únic episodi del projecte.

## Filmografia
El mateix García Maroto facilita en el seu llibre una llista de les pel·lícules i curts de cinema mut i sonor en les quals va participar com a ajudant d'operador, muntador, director, productor i fins i tot actor del repartiment. La majoria del material es va perdre en els incendis soferts en els laboratoris madrilenys on s'emmagatzemaven els seus negatius. De la seva obra personal a penes han sobreviscut terceres còpies, avui en la Filmoteca Espanyola, de tres dels curts primerencs i fragments de La hija del penal.

### Cinema mut
- Una aventuras de Luis Candelas (1926)
- El conde de Maravillas (1926)
- El dos de mayo (1927)
- Los misterios de la imperial Toledo (1927)
- Las de Méndez (1927)
- La muñeca rota (1927)
- Los hijos del trabajo (1927)
- Al Hollywood madrileño (1927)
- Sortilegio (1927)
- Viva Madrid, que es mi pueblo (1928)
- El gordo de navidad (1929)
- Cuarenta y ocho pesetas de taxi (1930)

I ja en el període del cinema sonor:

### Com a muntador
- Prim (1930)
- Fermín Galán (1932)
- El agua en el suelo (1933)
- La dolorosa (1934)
- La bien pagada (1935)
- Nobleza baturra (1935)
- Currito de la Cruz (1935)
- Don Quintín el amargao (1935)
- Raza (1941)

### Com a director
- La hija del penal (1935)
- Los cuatro Robinsones (1939)
- Oro vil (1941)
- Schottis (1942)
- ¿Por qué vivís tan tristes? (1941)
- Mi fantástica esposa (1943)
- Tres eran tres (1954)

### Curtmetratges dirigits
- Cuento oriental (1933) -film per a menors-
- Una de fieras (1934)
- Una de miedo (1934)
- Una de ladrones (1934)
- La mantilla de Beatriz (1945)
- Não Há Rapazes Maus (No hay chicos malos) (1946)
- La otra sombra (1948)
- Truhanes de honor (1952)
- Aventuras de Don Quijote (1961)

### Com a director de producció
- Alejandro Magno (1956)
- Orgull i passió (1957)
- Salomó i la reina de Saba (1959)
- Espartaco (1960)
- El coronel Von Ryan (1965)
- El regreso de los siete magníficos (1966)
- Villa cabalga (1968)
- Antes amar... después matar (1969)
- Patton (1970)

## Premis
- En 1954 va ser guardonat amb la Medalla del Cercle d'Escriptors Cinematogràfics al millor guió per la seva labor a Tres eran tres.[5]